# Dominique Lebrun
Dominique Julien Claude Marie Lebrun (* 10. ledna 1957, Rouen) je francouzský římskokatolický kněz, arcibiskup, Primas Normandie. 

## Život
Na biskupa byl vysvěcen v roce 2006. Dne 10. července 2015 byl ustanoven rouenským arcibiskupem. K úřadu se váže titul Primas Normandie.